# Richard Aldrich (crítico musical)
Richard Aldrich (31 de julio de 1863 - 2 de junio de 1937) fue un crítico musical estadounidense. Desde 1902 hasta 1923, fue crítico musical del periódico The New York Times.

## Primeros años
Richard Aldrich nació el 31 de julio de 1863 en Providence, Rhode Island. Su padre era Elisha S. Aldrich y su madre, Anna E. Gladding. Asistió a la Providence High School y se graduó con un título de A.B. en 1885 de Harvard College, donde estudió música.

## Carrera
Comenzó su carrera periodística en el Providence Journal. De 1889 a 1891, fue secretario privado del senador Nathan F. Dixon III en Washington D. C., escribiendo críticas para el Washington Evening Star. En 1891-1892 trabajó en el New York Tribune en diversas capacidades editoriales, asistiendo a Henry Edward Krehbiel con críticas musicales. Estuvo asociado con Krehbiel como colaborador estadounidense en la edición revisada del Diccionario de Música y Músicos de Grove.

## Vida personal
En 1906, se casó con Margaret Livingston Chanler, hija de John Winthrop Chanler (1826–1877) de la familia Dudley-Winthrop y Margaret Astor Ward (1838–1875) de la familia Astor. Margaret Livingston Chanler sirvió como enfermera en la Cruz Roja Americana durante la guerra hispanoamericana. Tuvieron dos hijos, una hija y un hijo:
- Margaret Aldrich (1911-2011), quien se casó con Christopher Rand en 1934.[5] Más tarde se casó con Byron DeMott (fallecido en 1963).[6]
- Richard Chanler Aldrich (1909-1961),[7] quien se casó con Susan Cutler (fallecida en 1998),[8] hija de John Wilson Cutler y Rosalind (apellido de soltera Fish) Cutler, y nieta de Hamilton Fish II.[9]

Aldrich falleció el 2 de junio de 1937, en Roma, Italia.

## Publicaciones
- Guide to Parsifal (Ditson, 1904)
- Guide to the Ring of the Nibelung (Ditson, 1905)
- Translator of Lilli Lehmann's How to Sing (Macmillan 1912)
- Musical Discourse (1928)
- Concert Life in New York 1902–1923 (1941)